# 121537 Lorenzdavid
121537 Lorenzdavid este o planetă minoră (asteroid), cu un diametru de 7,596 km, din centura de asteroizi. A fost descoperită pe 30 octombrie 1999 la Catalina Station⁠(d) de Catalina Sky Survey. 
Obiectul prezintă o orbită caracterizată de o semiaxă mare de 3,1613800910372 UAi, o excentricitate de 0,24, o înclinație de 13,1 ° în raport cu ecliptica.